# باول هاو
باول هاو (بالإنجليزية: Paul Howe) هو سباح بريطاني، ولد في 8 يناير 1968 في سنغافورة.

## وصلات خارجية
- باول هاو على موقع أوليمبيديا (الإنجليزية)
- باول هاو على موقع اللجنة الأولمبية البريطانية (الإنجليزية)
- باول هاو على موقع اتحاد ألعاب الكومنولث (مؤرشف) (الإنجليزية)